# اینیاکی ویلیامز
اینیاکی ویلیامز آرتوئر (اسپانیایی: Iñaki Williams Arthuer‎؛ زادهٔ ۱۵ ژوئن ۱۹۹۴) یک بازیکن فوتبال اهل اسپانیااست که در پست مهاجم برای اتلتیک بیلبائو در لا لیگا بازی می‌کند.
وی همچنین در تیم ملی فوتبال اسپانیا بازی کرده‌است.

## زندگی شخصی
وی برادر نیکو ویلیامز است، که برخلاف اینیاکی تصمیم گرفت برای تیم ملی فوتبال اسپانیا به میدان برود.